# Kawęczyn (powiat świdnicki)
Kawęczyn – wieś w Polsce położona w województwie lubelskim, w powiecie świdnickim, w gminie Piaski.
W latach 1954–1972 wieś należała i była siedzibą władz gromady Kawęczyn. W latach 1975–1998 miejscowość należała administracyjnie do województwa lubelskiego.
Wieś jest sołectwem w gminie Piaski. Według Narodowego Spisu Powszechnego z roku 2011 wieś liczyła 322 mieszkańców.

## Zabytki
Według rejestru zabytków NID na listę zabytków wpisany jest ogród dworski, ok. 1830, XX, nr rej.: A/721 z 20.06.1977.